# Жарков Віталій Васильович
Віталій Васильович Жарков (нар. 27 вересня 1958, село Стрюкове, тепер Шахтарського району Донецької області) — український радянський діяч, тракторист колгоспу «Донецький» Шахтарського району Донецької області. Депутат Верховної Ради УРСР 11-го скликання.

## Біографія
Освіта середня. Служив у Радянській армії.
З 1975 року — тракторист колгоспу «Донецький» Шахтарського району Донецької області.
Потім — на пенсії в селі Стрюкове Шахтарського району Донецької області.

## Нагороди
- ордени
- медалі